# Пъстървови
Пъстървоподобни пренасочва насам.  За надразреда вижте Пъстървоподобни (надразред).
Пъстървови (Salmonidae) е семейство риби от лъчеперките. То включва сьомга, пъстърва, сладководни бели риби, сивен и липан. Характерен белег на вида е мастният плавник, който се намира зад гръбната перка. Рибите от това семейство са хищници. Хранят се с дребни земноводни, насекоми и по-малки риби. Считани са за едни от най-красивите риби.

## Семейство Пъстървови в България
В България могат да бъдат срещнати част от рибите, които са от това семейство. Естествени видове в нашите водоеми са балканската пъстърва, дунавската пъстърва, която е от рода на таймена и изключително рядката черноморска пъстърва. Изкуствено са развъдени сивен, липан, дъгова пъстърва, чудски сиг, пелед и рядко срещаната езерна сьомга. От изкуствено развъдените има данни, че дъгова пъстърва вече се развъжда самостоятелно в естествени условия.